# Łazar Minor

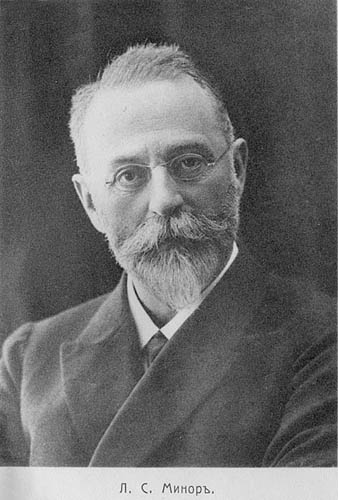
Łazar Minor

Łazar Salomonowicz Minor (ros. Лазарь Соломонович Минор, ur. 17 grudnia?/29 grudnia 1855 w Wilnie, zm. 1942 w Taszkencie) – rosyjski lekarz neurolog. Zasłużony Naukowiec RFSRR (1927). Jego ojcem był Solomon Minor (1826–1900), rabin Mińska, w latach 1882–83 nauczyciel języka hebrajskiego Lwa Tołstoja.

## Życiorys
W 1879 ukończył studia medyczne w Moskwie u anatoma i fizjologa Aleksandra Bakunina i w klinice Aleksieja Kożewnikowa. Mimo otrzymania złotego medalu po ukończeniu studiów, Minor nie dostał pozwolenia na pozostanie na uczelni w charakterze naukowca i wykładowcy. Pracował następnie i odbywał naukę w Berlinie, Wiedniu i Paryżu. Współpracował w Paryżu z Jeanem-Martinem Charcotem, a w Berlinie z Carlem Westphalem i Emanuelem Mendlem. W 1882 obronił doktorat i uzyskał stopień doktora medycyny. W 1884 roku został docentem i wykładowcą w Klinice Uniwersytetu Moskiewskiego oraz konsultantem w Szpitalu Jauskim i Szpitalu Basmannym. W 1892 opisał zespół niedowładów i niedoborów czucia u kobiet po ciężko przebiegających porodach – zespół Minora-Oppenheima (termin ten nie jest obecnie używany). Od 1901 był jednym z redaktorów „Dziennika neuropatologii i psychiatrii im. S. Korsakowa”. W roku 1909 wydział medyczny uniwersytetu głosował za przyznaniem Minorowi tytułu profesora nadzwyczajnego, jednak z powodu protestów osób o poglądach antysemickich, głosowanie zostało uznane za nieważne. W latach 1910–1918 był pierwszym kierownikiem katedry neurologii Wyższych Kursów Żeńskich w Moskwie (katedrę tę tworzył od 1906 na bazie Szpitala Gradskiego, ściągając do niej wybitnych lekarzy z całej Rosji). W czasie pracy WKŻ prowadził intensywne badania naukowe nad zaburzeniami neurologicznymi wśród rannych żołnierzy walczących wcześniej w wojnie rosyjsko-japońskiej (1904–1905). Następnie po włączeniu WKŻ w skład II Uniwersytetu, kierował wydziałem medycznym II Uniwersytetu Moskiewskiego. Wydział ten od roku 1930 był samodzielnym II Moskiewskim Instytutem Medycznym. W 1932 roku odszedł na emeryturę, a na stanowisku kierownika zastąpił go Michaił Krol.
Poza pracą kliniczna zajmował się również badaniami histologicznymi układu nerwowego. W roku 1925 podał dokładny opis drżenia samoistnego zwanego przez pewien czas chorobą Minora. W 1927 założył i był pierwszym prezesem Moskiewskiego Stowarzyszenia Neuropatologów i Psychiatrów. Bazując na doświadczeniach zachodnich lekarzy i społeczników był jednym z głównych propagatorów walki z alkoholizmem przyczyniając m.in. się do otwarcia w ZSRR sieci specjalistycznych szpitali dla alkoholików (1927). W 1928 był jednym z założycieli i najważniejszych naukowców Moskiewskiego Instytutu Badań Mózgu W.I.Lenina.
Badał padaczkę, uszkodzenia rdzenia kręgowego (opisał objawy zespołu ogona końskiego), etiologię kiły oraz genetyczne choroby występujące stosunkowo częściej w populacji żydowskiej. Utrzymywał znajomość z Tołstojem, który starał się wspierać młodego Minora poprzez swoje znajomości w elicie rosyjskiej (Minor, jako Żyd, miał znacznie utrudniony początek kariery naukowej). Był członkiem wielu rosyjskich (i radzieckich) oraz zagranicznych stowarzyszeń naukowych. Z polskim neurologiem Edwardem Flatauem i z niemieckim neurologiem Louisem Jacobsohnem napisał podręcznik anatomii patologicznej systemu nerwowego. Był autorem i współautorem około 175 rozpraw naukowych oraz (od 1911) współwydawcą niemieckiego periodyku neurologicznego „Ergebnisse der Neurologie und Psychiatrie”. Muzeum Moskiewskiej Akademii Medycznej im. Iwana Seczenowa ma odrębną ekspozycje poświęconą postaci Łazara Minora. Był powszechnie szanowany wśród pacjentów oraz uczniów, do których m.in. zaliczyć należy: Michaiła Krolla, Wasilija Kramera, Aleksandra Grinsztejna, Lwa Czlienowa i Aleksandra Złatowierowa.
Jego młodszy brat Osip (1861–1932) był znanym działaczem socjalistycznym i delegatem do Dumy Moskiewskiej (1917), a następnie (na emigracji od 1919) działaczem syjonistycznym.
Bliskim kuzynem Łazara (bratankiem ojca) był historyk-orientalista Vladimir Minorsky.

## Wybrane prace
- Centrale Hämatomyelie[2]. 1892
- Das erbliche Zittern. W: Handbuch der Neurologie. XVI. Berlin 1936.
- Zur Pathologie der traumatischen Affectionen des unteren Rückenmarksabschnittes. Das Gebiet des Epiconus.[3] 1901
- Prof. A. Koschewnikoffs[4]. 1902
- Zur Pathologie des Epiconus medullaris[5]. 1906